# Колонтар
Колонтар (венг. Kolontár) — деревня в медье Веспрем, Венгрия. По переписи 2014 года население составляет 682 человека.

## Загрязнение почвы
4 октября 2010 года 1,5-метровая волна красного шлама с расположенного недалеко завода затопила часть деревни, погибли 7 человек, многие получили тяжелые химические ожоги. Сотни жителей пришлось эвакуировать.

## Население
| Год  | Численность | Численность |
| ---- | ----------- | ----------- |
| 2013 | 690         | [ 3 ]       |
| 2014 | 682         | [ 4 ]       |
| 2017 | 689         | [ 5 ]       |
| 2021 | 634         | [ 6 ]       |
| 2022 | 707         | [ 7 ]       |
| 2023 | 669         | [ 8 ]       |
| 2024 | 683         | [ 1 ]       |